# Praedecessores nostros
Praedecessores Nostros ist eine Enzyklika (Untertitel: Über die Hilfe für Irland) von Papst Pius IX., mit der er am 25. März 1847 einen Aufruf an alle Bischöfe der Welt richtete. Er erflehte für Rom und die Heiligen Stätten ein dreitägiges Gebet und forderte den römischen Klerus zu Spenden auf, damit die Hungersnot in Irland gemildert werden könne. Dabei verwies er auf die Pflichten der Katholischen Kirche und erinnerte die Bischöfe daran, dass sie Väter und Lehrer aller Christen seien, auch sei es von großer Güte, den Brüdern in Irland die Hilfe zu überbringen, damit sie an die Bedürftigen verteilt werden könne.